# Bộ Ngoại giao (Singapore)
Bộ Ngoại giao Singapore (tiếng Anh: Ministry of Foreign Affairs Singapore, viết tắt MFA; tiếng Trung: 新加坡外交部; Hán-Việt: Tân Gia Ba Ngoại giao bộ) là một bộ thuộc Chính phủ Singapore, có trách nhiệm quản lý các quan hệ ngoại giao giữa Singapore và các quốc gia trên thế giới.

## Lịch sử
Bộ Ngoại giao Singapore được thành lập vào ngày 9 tháng 8 năm 1945 với bộ trưởng đầu tiên là S Rajaratnam. Hiện nay bộ có 40 phái đoàn ở hải ngoại, gồm 7 phái đoàn cấp cao, 17 đại sứ quán, 2 phái đoàn thường trú ở Liên Hợp Quốc và 14 lãnh sự quán. Nước này đã bổ nhiệm 24 tổng lãnh sự danh dự/lãnh sự ở nước ngoài và có 21 đại sứ và cao ủy nước ngoài hiện cư trú tại Singapore. Bộ cung cấp dịch vụ hỗ trợ lãnh sự cho người Singapore đi du lịch, làm việc và học tập ở nước ngoài.

## Tầm nhìn, sứ mạng và giá trị

### Tầm nhìn
Là dịch vụ ngoại giao xuất sắc bảo vệ và thúc đẩy lợi ích của Singapore.

### Sứ mạng
- Đóng góp cho sự hình thành và thi hành đầy đủ chính sách đối ngoại của Singapore nhằm thúc đẩy lợi ích quốc gia.
- Kết bạn và là thành viên xây dựng và có trách nhiệm của cộng đồng quốc tế, bao gồm sẻ chia kinh nghiệm phát triển của quốc gia cho các nước khác.
- Cung cấp sự hỗ trợ lãnh sự hiệu quả và trách nhiệm dành cho công dân Singapore trong và ngoài nước.[3]

### Giá trị
Bộ có ba giá trị: Nghĩa vụ, Liêm chính và Chuyên nghiệp. Về Nghĩa vụ, Bộ trung thành phụng sự quốc gia và cam kết thực hiện sứ mạng đã nêu. Về Liêm chính, Bộ thành thật trong công việc, tôn trọng các cá nhân và đóng góp của họ. Về Chuyên nghiệp, Bộ khách quan trong công việc, sáng tạo và đầy trách nhiệm đổi mới, làm việc nhóm cả trong nội bộ và với đối tác bên ngoài để đạt mục tiêu chung.

## Quan hệ ngoại giao
Hiện Singapore có quan hệ ngoại giao với 182 quốc gia. Tại nước này hiện có 55 đại sứ quán và cao ủy nước ngoài, 39 lãnh sự quán nước ngoài cùng 8 tổ chức quốc tế đặt tại Singapore. Ngoài ra, còn có trên 60 đại sứ nước ngoài không phải công dân Singapore được chỉ định đến làm việc ở Singapore.

## Danh sách bộ trưởng
Bộ trưởng Bộ Ngoại giao Singapore là người đứng đầu cơ quan này và là thành viên của Nội các Singapore.
| Họ và tên           | Nhiệm kì                                  |
| ------------------- | ----------------------------------------- |
| S Rajaratnam        | 9 tháng 8 năm 1965 – 30 tháng 5 năm 1980  |
| Suppiah Dhanabalan  | 1 tháng 6 năm 1980 – 12 tháng 9 năm 1988  |
| Wong Kan Seng       | 13 tháng 9 năm 1988 – 1 tháng 1 năm 1994  |
| Shunmugam Jayakumar | 2 tháng 1 năm 1994 – 12 tháng 8 năm 2004  |
| George Yeo          | 13 tháng 8 năm 2004 – 17 tháng 5 năm 2011 |
| K. Shanmugam        | 18 tháng 5 năm 2011 – nay                 |